# Ljusstreckad frossmygga
Ljusstreckad frossmygga, Anopheles claviger är en tvåvingeart som först beskrevs av Johann Wilhelm Meigen 1804.  Anopheles claviger ingår i släktet Anopheles och familjen stickmyggor. Arten är reproducerande i Sverige. Inga underarter finns listade i Catalogue of Life.
Artens svenska namn är sedan juni 2016 ljusstreckad frossmygga .
Bakgrunden är att ArtDatabanken i Uppsala givit uppdraget åt myggforskaren Anders Lindström, Statens veterinärmedicinska anstalt, att ta fram svenska namn på alla svenska stickmyggarter. Lindströms beslut om svenska namn för landets 49 olika arter stickmyggor presenterades i juni 2016.
Alla arter malariamyggor (Anopheles) har fått sina nya svenska namn från det gamla svenska ordet på dem, frossmygga. Lindström har sagt att han medvetet valt att ha ett mindre laddat namn än om de skulle innehållit begreppet malaria, eftersom även om vi hade malaria i Sverige fram till 1930-talet så är risken för smittspridning nu minimal.
Till skillnad från en annan frossmygga, A. algeriensis, har den ett ljusare band på ryggen vilket är bakgrunden till det nya svenska namnet.

## Bildgalleri

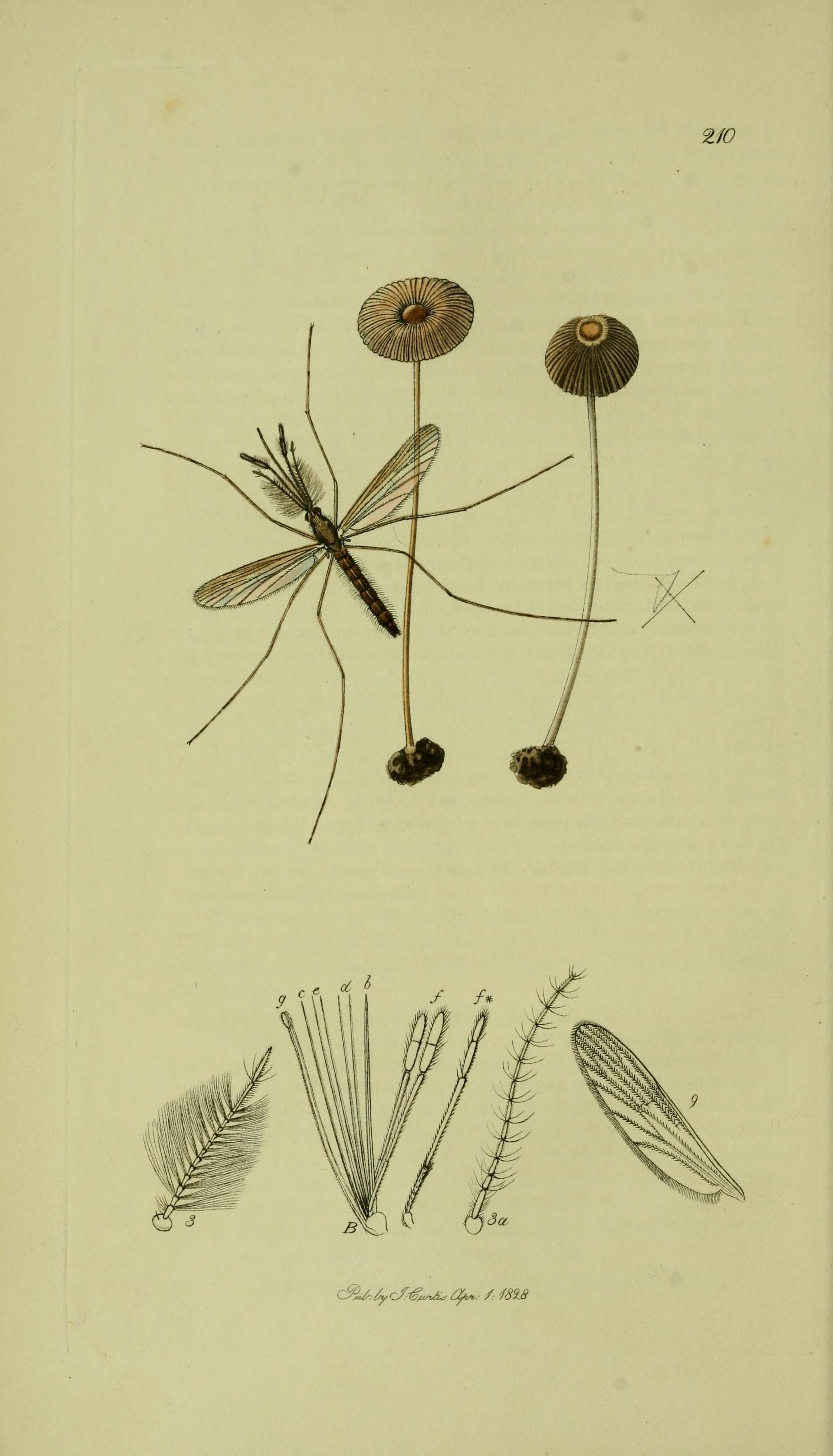